# كأس ويلز 1880–81
كأس ويلز 1880–81 (بالإنجليزية: 1880–81 Welsh Cup)‏ هو موسم من كأس ويلز. فاز فيه Cefn Druids A.F.C. ‏.